# Tephritis dudichi
Tephritis dudichi är en tvåvingeart som beskrevs av Aczel 1939. Tephritis dudichi ingår i släktet Tephritis och familjen borrflugor. Inga underarter finns listade i Catalogue of Life.